# برونو جولي
برونو جولي (بالإنجليزية: Bruno Julie) مواليد 11 يوليو 1978 في موريشيوس، هو ملاكم محترف موريشيوسي. شارك في دورة الألعاب الأولمبية الصيفية سنة 2008. حقق الميدالية الذهبية في ألعاب عموم أفريقيا 2011.

## الميداليات
| الميدالية | المسابقة                       |
| --------- | ------------------------------ |
| برونزية   | الألعاب الأولمبية الصيفية 2008 |
| فضية      | دورة ألعاب الكومنولث 2006      |
| برونزية   | دورة ألعاب الكومنولث 2010      |
| ذهبية     | ألعاب عموم أفريقيا 2011        |
| برونزية   | ألعاب عموم أفريقيا 2007        |
| فضية      | الألعاب الفرانكوفونية 2009     |

## روابط خارجية
- برونو جولي على موقع بوكس ريك (الإنجليزية) (registration required)
- برونو جولي على موقع اللجنة الأولمبية الدولية (الإنجليزية)
- برونو جولي على موقع أوليمبيديا (الإنجليزية)
- برونو جولي على موقع اتحاد ألعاب الكومنولث (مؤرشف) (الإنجليزية)
- برونو جولي على موقع دورة ألعاب الكومنولث 2006 (مؤرشف) (الإنجليزية)